# 투팍 - 부활
투팍 - 부활(Tupac: Resurrection)은 미국에서 제작된 로렌 라진 감독의 2003년 다큐멘터리 영화이다. 투팍 등이 주연으로 출연하였고 로렌 라진 등이 제작에 참여하였다.

## 출연

### 주연
- 투팍

### 조연
- 래핀 4-테이
- 콘래드 베인
- 빌 벨라미
- 윌리엄 J. 베넷
- 더 노토리우스 B.I.G.
- 토드 브릿지스
- 팻 뷰캐넌
- 제임스 카그니
- 코니 충
- 엘드리지 클리버
- 캐슬린 클리버
- 게리 콜먼
- 디디
- 크리스 코넬리
- 안소니 트레치 크리스
- 피터 크리스
- 낸시 레이건
- 스눕 독
- 밥 돌
- 닥터 드레
- 오마 엡스
- 페이스 에반스
- 에이스 프렐리
- 자스민 가이
- 아세니오 홀
- 저메인 휴기 홉킨스
- 알버트 휴즈
- 알렌 휴즈
- 아이스-티
- 자넷 잭슨
- 제시 잭슨
- 카릴 케인
- 레지나 킹
- 마리온 슈게 나이트
- 커럽트
- 커트 로더
- 에드 러버
- 제이다 핀켓 스미스
- 사이먼 렉스
- 팀 로스
- 아페니 샤커
- 알 샤프턴
- 진 시몬즈
- 존 싱글톤
- 윌 스미스
- 폴 스탠리
- 디온느 워윅
- 말론 웨이언스
- 보킴 우드바인

## 제작진
- 공동제작: 마이클 콜
- 라인프로듀서: 타이론 D. 딕슨
- 라인프로듀서: 조나단 무스맨
- 라인프로듀서: 앤드류 코헨